# Incubateurs d'entreprises innovantes liés à la recherche publique
 (août 2024).
 (janvier 2016).
Si vous disposez d'ouvrages ou d'articles de référence ou si vous connaissez des sites web de qualité traitant du thème abordé ici, merci de compléter l'article en donnant les références utiles à sa vérifiabilité et en les liant à la section « Notes et références ».
En France, les incubateurs d'entreprises liés à la recherche publique ont pour objectif de favoriser la création d'entreprises innovantes à partir des résultats de la recherche publique ou en liaison avec la recherche publique.

## Historique
La loi du 12 juillet 1999 sur l'innovation et la recherche, dite "loi Allègre", autorise les établissements de recherche et d'enseignement supérieur à contribuer à la création d'entreprises innovantes. 
En mars 1999, le ministère chargé de la Recherche a lancé un appel à projets visant à la création d'incubateurs pour accompagner des projets de création d'entreprises en lien avec la recherche. 
Cet appel à projets a initialement conduit à la création de 31 incubateurs par différents établissements d'enseignement supérieur et de recherche partout en France. 

## Enjeux des incubateurs liés à la recherche publique
L'objectif des « incubateurs d'entreprises » liés à la recherche publique est de favoriser la création d'entreprises innovantes à partir des résultats de la recherche publique ou en liaison avec la recherche publique. 
Ces incubateurs accueillent en priorité des projets d'entreprise innovante issus ou liés à la recherche publique, et situés dans ou à proximité d'un site scientifique afin de maintenir des relations étroites avec les laboratoires. Ils ont été créés principalement par les établissements d'enseignement supérieur et de recherche dans le cadre des dispositions de la loi sur l'innovation et la recherche de 1999. Ces incubateurs à but non lucratif se distinguent des incubateurs privés qui recherchent une plus-value.
Un incubateur d'entreprises est un lieu d'accueil et d'accompagnement de porteurs de projet de création d'entreprise : il offre à ces derniers un appui en matière de formation, de conseils et de recherche de financements. La loi Allègre précise que "[...] les laboratoires peuvent, par convention et pour une durée limitée [...] fournir à des entreprises ou à des personnes physiques des moyens de fonctionnement, notamment en mettant à leur disposition des locaux, des équipements et des matériels".

## Liste des incubateurs d'entreprises innovantes liés à la recherche publique par région
- INCUBATEUR BELLE DE MAI - https://www.belledemai.org, projet innovant dans les nouvelles technologies, quel que soit le secteur d'activité. C'est un  Incubateur, basé à Marseille, mais avec une action National.
- SEMIA, Sciences, Entreprises et Marchés, Incubateur d’Alsace
- INIZIÀ — Incubateur d'entreprises innovantes de Corse
- BUSI Incubateur d’entreprises d’Auvergne, implanté sur le Biopôle Clermont-Limagne
- Normandie Incubation
- EMERGYS, Incubateur fédérateur de Bretagne
- AGORANOV, Incubateur technologique parisien[4]
- PARIS BIOTECH, Bio-incubateur
- INCUBALLIANCE
- AVRUL, Agence pour la valorisation de la recherche universitaire du Limousin
- IL, Incubateur Lorrain
- NUBBO, Incubateur d'Occitanie
- GIE, Eurasanté
- ATLANPOLE
- Incubateur Académique Technopole Grand Poitiers
- DECA-BFC, Incubateur de Bourgogne Franche-Comté
- IPE, Incubateur Paca Est
- IMPULSE
- Incubateur régional de la Réunion